# Vuollerim
Vuollerim (lulesamisk: Vuolleriebme) er et byområde i Jokkmokks kommune i Norrbottens län i det nordligste Sverige. Byen ligger hvor Lille og Store Lule älv flyder sammen. Vuollerimbopladsen tre kilometer nordvest for byen vidner om, at stedet har været beboet siden stenalderen.
Den første bebyggelse blev opført i Vuollerim i 1756, og stedet har siden været fast befolket; men det var først i forbindelse med opførelsen af Porsi vandkraftværk i 1956–61, at en større befolkningsforøgelse fandt sted. Vuollerims kirke blev opført i 1958.
Vuollerim ligger ved riksväg 97, der fører til Jokkmokk i nordvest og Boden i sydøst. Nærmeste jernbanestation ligger 18 kilometer væk i Murjek på Malmbanan.